# Список картин Тамары Лемпицкой (1940—1980)
Список картин Тамары Лемпицкой (1940—1980) представляет собой полный перечень картин польской художницы, прославившейся прежде всего своими портретами в стиле ар-деко, в соответствующий период (после переезда в 1939 году из Парижа в США).
Зимой 1939 года, после начала Второй мировой войны, Лемпицка со своим мужем бароном Куффнером переехали в США. В послевоенные годы заказов на портреты светских персон у неё становилось всё меньше. Во второй половине 1930-х годов, когда её портреты в стиле ар-деко вышли из моды, Лемпицкую настиг «серьёзный мистический кризис, сочетавшийся с глубокой депрессией на фоне экономического спада, спровоцировавший радикальные изменения в её творчестве». Тогда она обратилась к отображению менее легкомысленных тем, но в том же стиле. Лемпицка написала ряд картин с Мадоннами и женщинами в тюрбанах по мотивам картин эпохи Возрождения, а также со скорбными сюжетами. О подобных работах искусствовед Жиль Нере писал: «Надо отметить, что более „добродетельные“ модели баронессы лишены убедительности по сравнению с изысканными и галантными работами, на которых была основана её прежняя слава». Лемпицка также вносила в некоторые свои работы и элементы сюрреализма. В период с 1953 по начало 1960-х годов Лемпицка создавала резкие абстракции, имевшие стилистическое сходство с пуризмом 1920-х годов. Её последние работы, написанные мастихином в тёплых тонах, обычно причисляют к наименее удачным в её творчестве. В 1974 году Лемпицка переехала в Куэрнаваку (Мексика).

## Описание списка
Этот список основан на каталоге-резоне Алена Блонделя 1999 года. Картины располагаются в соответствии с нумерацией в данном каталоге, которая по большей части совпадает с хронологическим порядком. Данный перечень является частью списка картин Тамары Лемпицкой, условно разделённого на два для удобства восприятия и использования. По каждой картине представлена следующая информация: название на русском и английском языках, год создания, техника, размеры в сантиметрах и нынешнее место хранения картины. В разделе «Примечания» даны ссылки на источники информации о работах, в том числе на страницы картин на официальных сайтах музеев, где они хранятся. Из-за ограничений в русскоязычном разделе Википедии на отображение произведений, охраняемых авторским правом, для просмотра той или иной картины следует перейти по внешней ссылке (картины Лемпицкой перейдут в общественное достояние 1 января 2051 года, спустя 70 лет после её смерти).

## Список
Каталог:
Ниже приведено краткое обозначение каталога, упоминаемого в списке:
- B. — Blondel, Alain. Tamara de Lempicka : catalogue raisonné, 1921-1979 :  [англ.]. — Lausanne : Acatos, 1999. — 527 с. — ISBN 2940033285.

| Название                                                                                          | Картина             | Год создания | Техника                  | Размеры       | Каталог | Место хранения | Примечания                      |
| ------------------------------------------------------------------------------------------------- | ------------------- | ------------ | ------------------------ | ------------- | ------- | --- | ------------------------------- |
| Побег англ. Escape                                                                                | Внешнее изображение | 1940         | холст, масло             | 50,8 x 40,6   | B.220   | Музей изящных искусств (Нант, Франция)                                                                                          | [ 5 ] [ 6 ]                     |
| Мудрость англ. Wisdom                                                                             | Внешнее изображение | 1940/1941    | деревянная панель, масло | 71,1 x 50,8   | B.221   | частная коллекция (США), 14 мая 2019 года продана на аукционе «Кристис» за $1 215 000                                           | [ 7 ] [ 8 ] [ 9 ]               |
| В опере англ. At the Opera                                                                        | Внешнее изображение | 1941         | холст, масло             | 76,2 x 50,8   | B.222   | частная коллекция (Германия) | [ 10 ]                          |
| Голландская девушка англ. The Dutch Girl                                                          | Внешнее изображение | 1941         | холст, масло             | 65 x 50       | B.223   | приобретена непосредственно Луи Рисом (Франция)                                                                                 | [ 11 ]                          |
| Кувшин на стуле I англ. Pitcher on a Chair I                                                      | Внешнее изображение | 1941         | фанера, масло            | 61 x 55,9     | B.224   | Музей современного искусства (Сент-Этьен, Франция)                                                                              | [ 12 ]                          |
| Кофемолка англ. The Coffee Mill                                                                   | Внешнее изображение | 1941         | деревянная панель, масло | 61 x 50,8     | B.225   | Музей изящных искусств (Нант, Франция)                                                                                          | [ 13 ]                          |
| Натюрморт с Дианой англ. Still Life with Diana                                                    | Внешнее изображение | 1941         | холст, масло             | 50,8 x 63,5   | B.226   | частная коллекция (США) | [ 14 ]                          |
| Суккулент и колба англ. Succulent and Flask                                                       | Внешнее изображение | 1941         | холст, масло             | 55,9 x 45,7   | B.227   | частная коллекция (США), 29 июня 2020 года продана на аукционе «Сотбис» за $596 000                                             | [ 15 ] [ 16 ]                   |
| Аронники англ. The Arums                                                                          | Внешнее изображение | 1941         | холст, масло             | 76,2 x 50,8   | B.228   | частная коллекция (США) | [ 17 ]                          |
| Морская раковина англ. The Seashell                                                               | Внешнее изображение | 1941         | холст, масло             | 40,6 x 50,8   | B.229   | частная коллекция (США), 8 мая 2014 года продана на аукционе «Сотбис» за $545 000                                               | [ 18 ] [ 19 ]                   |
| Композиция в мастерской англ. Composition in the Studio                                           | Внешнее изображение | 1941         | холст, масло             | 50,8 x 61     | B.230   | частная коллекция (США), 20 июня 2012 года продана на аукционе «Сотбис» за £115 250                                             | [ 20 ] [ 21 ]                   |
| Дверь в мастерскую англ. The Studio Door                                                          | Внешнее изображение | 1941         | холст, масло             | 30,5 x 23     | B.231   | Фонд Виктора Мануэля Контрераса (Мексика), 17 мая 2023 года будет выставлена на аукционе «Сотбис», оценивается в $50 000—70 000 | [ 22 ] [ 23 ] [ 24 ]            |
| Мастерская в сельской местности англ. Studio in the Country                                       | Внешнее изображение | 1941         | холст, масло             | 50,8 x 40,6   | B.232   | Музей изящных искусств (Нант, Франция)                                                                                          | [ 25 ]                          |
| Лимон англ. Lemon                                                                                 | Внешнее изображение | 1941         | холст, масло             | 50,8 x 40,5   | B.233   | Фонд Виктора Мануэля Контрераса (Мексика)                                                                                       | [ 26 ]                          |
| Натюрморт с мандаринами англ. Still Life with Tangerines                                          | Внешнее изображение | 1942         | холст, масло             | 35,6 x 45,7   | B.234   | частная коллекция (США), 30 июня 2021 года продана на аукционе «Сотбис» за £438 500                                             | [ 27 ] [ 28 ]                   |
| Натюрморт с болгарским перцем и луком англ. Still Life with Pepper and Onion                      | Внешнее изображение | 1942         | холст, масло             | 30,5 x 40,5   | B.235   | частная коллекция (США) | [ 29 ]                          |
| Натюрморт с бутылкой молока англ. Still Life with Bottle of Milk                                  | Внешнее изображение | 1942         | холст, масло             | 40,5 x 50,8   | B.236   | частная коллекция (США), 7 ноября 2007 года продана на аукционе «Кристис» за $313 000                                           | [ 30 ] [ 31 ]                   |
| Морковь англ. Carrots                                                                             | Внешнее изображение | 1942         | холст, масло             | 23 x 28       | B.237   | частная коллекция (США) | [ 32 ]                          |
| Бутылка вина и лук англ. Wine Bottle and Onions                                                   | Внешнее изображение | 1942         | холст, масло             | 40,5 x 30,5   | B.238   | частная коллекция (США) | [ 33 ]                          |
| Кувшин и лимоны на стуле англ. Pitcher and Lemons on a Chair                                      | Внешнее изображение | 1942         | холст, масло             | 50,8 x 40,5   | B.239   | частная коллекция (США), 7 ноября 2007 года продана на аукционе «Кристис» за $241 000                                           | [ 34 ] [ 35 ]                   |
| Натюрморт, лимоны и тарелка англ. Still Life, Lemons and Plate                                    | Внешнее изображение | 1942         | холст, масло             | 55,9 x 45,7   | B.240   | коллекция доктора и миссис Ричард Хирск (США)                                                                                   | [ 36 ]                          |
| Яблоки в вазе для фруктов англ. Apples in a Fruit Bowl                                            | Внешнее изображение | 1943         | холст, масло             | 50,8 x 40,5   | B.241   | частная коллекция (США), 9 февраля 2012 года продана на аукционе «Сотбис» за £44 450                                            | [ 37 ] [ 38 ]                   |
| Букет первоцветов англ. Bouquet of Primroses                                                      | Внешнее изображение | 1943         | деревянная панель, масло | 15,2 x 20,3   | B.242   | частная коллекция (США) | [ 39 ]                          |
| Маска и перо I англ. The Mask and Feather I                                                       | Внешнее изображение | 1943         | деревянная панель, масло | 49 x 32       | B.243   | собственность семьи Лемпицка | [ 40 ]                          |
| Маска и перо II англ. The Mask and Feather II                                                     | Внешнее изображение | 1943         | доска, масло             | 49,5 x 32     | B.244   | частная коллекция (США) | [ 41 ]                          |
| Этюд к «Паре» англ. Study for the Couple                                                          | Внешнее изображение | 1943         | холст, масло             | 30 x 25       | B.245   | частная коллекция (США), 14 мая 2019 года продана на аукционе «Кристис» за $62 500                                              | [ 42 ] [ 43 ] [ 44 ]            |
| Пара англ. The Couple                                                                             | Внешнее изображение | 1943         | холст, масло             | 51,1 x 41,5   | B.246   | частная коллекция (США) | [ 45 ] [ 46 ]                   |
| Дама с голубым платком англ. Woman with Blue Scarf                                                | Внешнее изображение | 1944         | мазонит, масло           | 45,7 x 37,8   | B.247   | частная коллекция (США) | [ 47 ] [ 46 ]                   |
| Лицо в кино англ. Movie Face                                                                      | Внешнее изображение | 1944         | холст, масло             | 22 x 16       | B.248   | частная коллекция (Франция), 10 ноября 1999 года продана на аукционе «Кристис» за $34 500                                       | [ 48 ] [ 49 ]                   |
| Шляпа с розой англ. The Rose Hat                                                                  | Внешнее изображение | 1944         | холст на картоне, масло  | 30,5 x 20,3   | B.249   | частная коллекция (США) | [ 50 ]                          |
| Юная рыжеволосая девушка и гирлянда из роз англ. Redheaded Girl and Garland of Roses              | Внешнее изображение | 1944         | холст, масло             | 30,5 x 22,9   | B.250   | частная коллекция (США) | [ 51 ]                          |
| Натюрморт с лилиями и фотографией англ. Still Life with Lilies and Photo                          | Внешнее изображение | 1944         | холст, масло             | 61 x 50,8     | B.251   | частная коллекция (США), 20 июня 2012 года продана на аукционе «Сотбис» за £217 250                                             | [ 52 ] [ 53 ]                   |
| Натюрморт с лилиями и серой драпировкой англ. Still Life with Lily and Gray Drape                 | Внешнее изображение | 1944         | холст, масло             | 65 x 54       | B.252   | частная коллекция (США), 28 февраля 2019 года продана на аукционе «Кристис» за £212 500                                         | [ 54 ] [ 55 ] [ 56 ]            |
| Натюрморт с розовой тканью и лилиями англ. Still Life with Pink Fabric and Lilies                 | Внешнее изображение | 1944         | холст, масло             | 65 x 54       | B.253   | частная коллекция (США) | [ 57 ]                          |
| Серый тюрбан I англ. The Gray Turban I                                                            | Внешнее изображение | 1945         | холст, масло             | 30,5 x 25,4   | B.254   | частная коллекция, 2 марта 2023 года продана на аукционе «Сотбис» за £571 500                                                   | [ 58 ] [ 59 ]                   |
| Серый тюрбан II англ. The Gray Turban II                                                          | Внешнее изображение | 1945         | фанера, масло            | 30 x 24       | B.255   | МУДО — Музей Уаза (Бове, Франция)                                                                                               | [ 60 ]                          |
| Профиль женщины в платке англ. Profile of Woman with Scarf                                        | Внешнее изображение | 1945         | холст, масло             | ?             | B.256   | ? | [ 61 ]                          |
| Этюд с руками англ. Hands Study                                                                   | Внешнее изображение | 1945         | холст, масло             | 20,3 x 25,5   | B.257   | частная коллекция (США) | [ 62 ]                          |
| Закрытая решётка англ. The Closed Gate                                                            | Внешнее изображение | 1945         | холст, масло             | 20,3 x 25,5   | B.258   | Фонд Виктора Мануэля Контрераса (Мексика)                                                                                       | [ 63 ]                          |
| Женщина в красно-белом тюрбане англ. Woman with Red and White Turban                              | Внешнее изображение | 1945         | холст, масло             | 33 x 28       | B.259   | частная коллекция (США) | [ 64 ]                          |
| Девушка с фиалками англ. Girl with Pansies                                                        | Внешнее изображение | 1945         | холст, масло             | 25,4 x 20,3   | B.260   | частная коллекция | [ 65 ] [ 66 ]                   |
| Адель в тюрбане англ. Adele with a Turban                                                         | Внешнее изображение | 1945         | холст, масло             | 21,5 x 15,2   | B.261   | частная коллекция (США) | [ 67 ]                          |
| Оранжевый тюрбан англ. The Orange Turban                                                          | Внешнее изображение | 1945         | холст, масло             | 27 x 22       | B.262   | приобретена непосредственно супругами Ван Ден (Бельгия)                                                                         | [ 68 ]                          |
| Оранжевый тюрбан II англ. The Orange Turban II                                                    | Внешнее изображение | 1945         | холст, масло             | 27 x 22       | B.263   | Музей современного искусства Андре Мальро (Гавр, Франция)                                                                       | [ 69 ] [ 70 ]                   |
| Оранжевый тюрбан III англ. The Orange Turban III                                                  | Внешнее изображение | 1945         | холст, масло             | 42 x 33       | B.264   | частная коллекция (США) | [ 71 ]                          |
| Фигура в тюрбане англ. Figure with Turban                                                         | Внешнее изображение | 1945         | холст, масло             | 24 x 19       | B.265   | Фонд Виктора Мануэля Контрераса (Мексика)                                                                                       | [ 72 ]                          |
| Розовый тюрбан англ. The Pink Turban                                                              | Внешнее изображение | 1945         | картон, масло            | 25,5 x 20,3   | B.266   | частная коллекция | [ 73 ]                          |
| Портрет Чачи англ. Portrait of Chacha                                                             | Внешнее изображение | 1946         | холст на картоне, масло  | 30,5 x 25,4   | B.267   | собственность семьи Лемпицка | [ 74 ]                          |
| Аметист англ. Amethyst                                                                            | Внешнее изображение | 1946         | холст, масло             | 76,2 x 63,5   | B.268   | частная коллекция (Швейцария)                                                                                                   | [ 75 ]                          |
| Натюрморт с яблоками и лимонами англ. Still Life with Apples and Lemons                           | Внешнее изображение | 1946         | холст, масло             | 30,5 x 40,6   | B.269   | частная коллекция (Франция) | [ 76 ]                          |
| Этюд с яблоками и лимонами англ. Apples and Lemons Study                                          | Внешнее изображение | 1946         | холст, масло             | 33 x 40,6     | B.270   | частная коллекция (Франция) | [ 77 ]                          |
| Ключ и яйцо англ. The Key and the Egg                                                             | Внешнее изображение | 1946         | холст, масло             | 28 x 21       | B.271   | частная коллекция (США), 21 июня 2012 года продана на аукционе «Кристис» за £91 250                                             | [ 78 ] [ 79 ]                   |
| Картина-обманка с Боттичелли англ. A Trompe-l'oeil Painting with a Botticelli                     | Внешнее изображение | 1946         | деревянная панель, масло | 41 x 33       | B.272   | частная коллекция (США), 4 февраля 2016 года продана на аукционе «Сотбис» за £389 000                                           | [ 80 ] [ 81 ]                   |
| Ключ англ. The Key                                                                                | Внешнее изображение | 1946         | холст, масло             | 48,3 x 35,6   | B.273   | частная коллекция (Германия), 6 мая 2009 года продана на аукционе «Сотбис» за $134 500                                          | [ 82 ] [ 83 ]                   |
| Сюрреалистическая рука англ. Surrealist Hand                                                      | Внешнее изображение | 1947         | холст, масло             | 71,1 x 50,8   | B.274   | частная коллекция (США) | [ 84 ] [ 85 ]                   |
| Город скал I англ. City of Rocks I                                                                | Внешнее изображение | 1947         | холст, масло             | 35,6 x 25,4   | B.275   | частная коллекция (Франция), 7 февраля 2017 года выставлялась на аукционе «Сотбис»                                              | [ 86 ] [ 87 ] [ 88 ]            |
| Город скал II англ. City of Rocks II                                                              | Внешнее изображение | 1947         | холст на картоне, масло  | 35,6 x 25,4   | B.276   | частная коллекция (США) | [ 89 ]                          |
| Орхидея в лесу Куэрнавака англ. Orchid in the Cuernevaca Forest                                   | Внешнее изображение | 1947         | холст, масло             | 65 x 54       | B.277   | частная коллекция (Италия) | [ 90 ]                          |
| Мексиканка англ. The Mexican Woman                                                                | Внешнее изображение | 1947         | фанера, масло            | 50,8 x 40,5   | B.278   | Музей изящных искусств (Нант, Франция)                                                                                          | [ 91 ]                          |
| Портрет чудесной М. I англ. Portrait of Beautiful M. I                                            | Внешнее изображение | 1948         | холст, масло             | 92 x 60       | B.279   | частная коллекция (Франция), 4 ноября 2009 года продана на аукционе «Кристис» за $242 500                                       | [ 92 ] [ 93 ]                   |
| Портрет чудесной М. II англ. Portrait of Beautiful M. II                                          | Внешнее изображение | 1948         | холст, масло             | 81 x 60       | B.280   | Фонд Виктора Мануэля Контрераса (Мексика)                                                                                       | [ 94 ] [ 95 ]                   |
| Портрет в стиле да Винчи англ. Portrait in da Vinci's Taste                                       | Внешнее изображение | 1948         | холст, масло             | 35 x 27       | B.281   | частная коллекция (США) | [ 96 ]                          |
| Портрет по мотивам Дюрера англ. Portrait after Dürer                                              | Внешнее изображение | 1948         | холст, масло             | 34 x 28       | B.282   | собственность семьи Лемпицка | [ 97 ]                          |
| Кофейник англ. The Coffeepot                                                                      | Внешнее изображение | 1949         | мазонит, масло           | 40,6 x 50,8   | B.283   | частная коллекция (США) | [ 98 ]                          |
| Чашка с виноградом англ. The Bowl of Grapes                                                       | Внешнее изображение | 1949         | холст, масло             | 30,5 x 35,6   | B.284   | Государственный музей современного искусства (Париж, Франция)                                                                   | [ 99 ] [ 100 ]                  |
| Фрукты в вазе I англ. Fruits in a Bowl I                                                          | Внешнее изображение | 1949         | холст на картоне, масло  | 30,5 x 40,6   | B.285   | Музей изящных искусств (Нант, Франция)                                                                                          | [ 101 ]                         |
| Натюрморт с фруктами и шёлковой драпировкой англ. Still Life of Fruits and Silk Drape             | Внешнее изображение | 1949         | холст, масло             | 39,5 x 48,3   | B.286   | Художественная галерея Арчера М. Хантингтона (США)                                                                              | [ 102 ]                         |
| Натюрморт с морскими раковинами англ. Still Life with Seashells                                   | Внешнее изображение | 1949         | холст, масло             | 39,4 x 48,3   | B.287   | неизвестная коллекция | [ 103 ]                         |
| Лилии и жёлтые розы англ. Lilies and Yellow Roses                                                 | Внешнее изображение | 1949         | холст, масло             | 33 x 24       | B.288   | Фонд Виктора Мануэля Контрераса (Мексика), 13 ноября 2018 года продана на аукционе «Сотбис» за $225 000                         | [ 104 ] [ 105 ]                 |
| Руки и цветы англ. Hands and Flowers                                                              | Внешнее изображение | 1949         | холст, масло             | 31,5 x 25     | B.289   | Фонд Виктора Мануэля Контрераса (Мексика), 15 ноября 2022 года продана на аукционе «Сотбис» за $277 200                         | [ 106 ] [ 107 ]                 |
| Рука, держащая букет цветов англ. Hand Holding a Spray of Flowers                                 | Внешнее изображение | 1949         | холст, масло             | 23 x 28       | B.290   | частная коллекция (США), 4 ноября 2009 года продана на аукционе «Кристис» за $56 250                                            | [ 108 ] [ 109 ]                 |
| Чашка с фруктами англ. Fruit Bowl                                                                 | Внешнее изображение | 1949         | холст, масло             | 49 x 36       | B.291   | Фонд Виктора Мануэля Контрераса (Мексика)                                                                                       | [ 110 ]                         |
| Набросок по мотивам Боттичелли англ. Study after Botticelli                                       | Внешнее изображение | 1950         | холст, масло             | 22,9 x 30,5   | B.292   | Художественная галерея Барри Фридмана (Нью-Йорк, США)                                                                           | [ 111 ]                         |
| Набросок по мотивам Караваджо англ. Study after Caravaggio                                        | Внешнее изображение | 1950         | холст, масло             | 25,5 x 20,3   | B.293   | Художественная галерея Барри Фридмана (Нью-Йорк, США)                                                                           | [ 112 ]                         |
| Эскиз женской фигуры англ. Sketch of a Female Figure                                              | Внешнее изображение | 1950         | ?                        | 24 x 19       | B.294   | собственность семьи Лемпицка | [ 113 ]                         |
| Этюд фигуры англ. Figure Study                                                                    | Внешнее изображение | 1950         | картон, масло            | 22 x 16       | B.295   | частная коллекция (Франция), 3 июля 2007 года выставлялась на аукционе «Сотбис», оцениваясь в €18 000—25 000                    | [ 114 ]                         |
| Букет тюльпанов и слепок руки англ. Bouquet of Tulips and Cast of a Hand                          | Внешнее изображение | 1950         | холст, масло             | 35,5 x 31     | B.296   | частная коллекция | [ 115 ]                         |
| Античный слепок с голубем англ. Antique Cast with Dove                                            | Внешнее изображение | 1950         | холст, масло             | 41 x 33       | B.297   | частная коллекция | [ 116 ] [ 117 ]                 |
| Ночная сцена англ. Night Scene                                                                    | Внешнее изображение | 1950         | холст, масло             | 56 x 66       | B.298   | частная коллекция | [ 118 ]                         |
| Гитаристка англ. The Guitarist                                                                    | Внешнее изображение | 1951         | холст, масло             | ?             | B.299   | неизвестная коллекция | [ 119 ]                         |
| Читающая I англ. The Reader I                                                                     | Внешнее изображение | 1951         | холст, масло             | 78,7 x 56     | B.300   | собственность семьи Лемпицка, 14 мая 2019 года продана на аукционе «Кристис» за $287 500                                        | [ 120 ] [ 121 ] [ 122 ]         |
| Номер отеля англ. Hotel Room                                                                      | Внешнее изображение | 1951         | холст, масло             | 66 x 45,7     | B.301   | частная коллекция (Италия) | [ 123 ] [ 124 ]                 |
| Интерьер англ. Interior                                                                           | Внешнее изображение | 1951         | картон, масло            | 40,5 x 30,5   | B.302   | частная коллекция | [ 125 ]                         |
| Серое кресло англ. The Gray Armchair                                                              | Внешнее изображение | 1951         | холст, масло             | 31,5 x 24,5   | B.303   | частная коллекция (США) | [ 126 ]                         |
| Обнажённая в соломенной шляпе англ. Nude with Straw Hat                                           | Внешнее изображение | 1951         | холст, масло             | 61 x 45,7     | B.304   | частная коллекция (Франция) | [ 127 ]                         |
| Обнажённая с отломанной рукой англ. Nude with Cut Arm                                             | Внешнее изображение | 1951         | холст, масло             | 50,8 x 40,6   | B.305   | Галерея Марай (США) | [ 128 ]                         |
| Стоящая обнажённая, вид со спины англ. Standing Nude, Seen from Behind                            | Внешнее изображение | 1951         | холст, масло             | 45,7 x 35,6   | B.306   | частная коллекция (США), 14 мая 2019 года продана на аукционе «Кристис» за $150 000                                             | [ 129 ] [ 130 ]                 |
| Обнажённая с кувшином англ. Nude with Pitcher I                                                   | Внешнее изображение | 1951         | холст, масло             | 61 x 50       | B.307   | Фонд Виктора Мануэля Контрераса (Мексика)                                                                                       | [ 131 ]                         |
| В театре англ. At the Theater                                                                     | Внешнее изображение | 1951         | холст, масло             | 41 x 33       | B.308   | частная коллекция (США), 8 ноября 2012 года продана на аукционе «Кристис» за $92 500                                            | [ 132 ] [ 133 ]                 |
| Портрет девочки англ. Portrait of a Girl                                                          | Внешнее изображение | 1951         | холст, масло             | 27 x 22       | B.309   | Фонд Виктора Мануэля Контрераса (Мексика)                                                                                       | [ 134 ]                         |
| Андрогинная фигура англ. Androgynous Figure                                                       | Внешнее изображение | 1952         | холст на картоне, масло  | 17,5 x 13     | B.310   | собственность семьи Лемпицка | [ 135 ]                         |
| Женщина в шляпе англ. Woman with Hat                                                              | Внешнее изображение | 1952         | холст, масло             | 91,4 x 61     | B.311   | Музей современного искусства (Сент-Этьен, Франция)                                                                              | [ 136 ]                         |
| Юная девушка в белой шали англ. Girl with White Shawl                                             | Внешнее изображение | 1952         | холст, масло             | 45,7 x 35,5   | B.312   | частная коллекция (Франция) | [ 137 ]                         |
| Апельсины в корзине англ. Oranges in a Basket                                                     | Внешнее изображение | 1952         | холст на картоне, масло  | 37 x 47,5     | B.313   | частная коллекция (США) | [ 138 ]                         |
| Виноград в корзине англ. Grapes in a Basket                                                       | Внешнее изображение | 1952         | холст на картоне, масло  | 20,3 x 25,5   | B.314   | коллекция месье и мадам Ожье (Франция)                                                                                          | [ 139 ]                         |
| Букет в чаше англ. Bouquet in a Bowl                                                              | Внешнее изображение | 1952         | холст, масло             | 27 x 35       | B.315   | приобретена непосредственно Спиросом Скурасом в 1952 году (США)                                                                 | [ 140 ]                         |
| Ваза с цветами англ. Vase with Flowers                                                            | Внешнее изображение | 1952         | холст, масло             | 40,6 x 30,5   | B.316   | частная коллекция (Швейцария), 2 декабря 2015 года продана на аукционе «Сотбис» за £245 000                                     | [ 141 ] [ 142 ] [ 143 ]         |
| Розы в вазе англ. Roses in a Vase                                                                 | Внешнее изображение | 1952         | холст, масло             | 50,8 x 40,5   | B.317   | частная коллекция (США), 2 декабря 2021 года продана на аукционе «Кристис» за HK$3 000 000                                      | [ 144 ] [ 145 ] [ 146 ] [ 147 ] |
| Яблоко, айва, виноград I англ. Apple, Quince, Grapes I                                            | Внешнее изображение | 1952         | холст, масло             | 30,5 x 40,5   | B.318   | частная коллекция | [ 148 ]                         |
| Яблоко, виноград I англ. Apple, Grapes I                                                          | Внешнее изображение | 1952         | холст, масло             | 30,5 x 40,6   | B.319   | частная коллекция, 2 марта 2023 года продана на аукционе «Сотбис» за £254 000                                                   | [ 149 ] [ 150 ]                 |
| Чаша, драпировка, фрукты англ. Bowl, Drapery, Fruits                                              | Внешнее изображение | 1952         | холст, масло             | ?             | B.320   | неизвестная коллекция | [ 151 ]                         |
| Натюрморт с суккулентом англ. Still Life with Succulent                                           | Внешнее изображение | 1952         | холст на картоне, масло  | 24 x 18       | B.321   | частная коллекция (Франция), 7 февраля 2013 года продана на аукционе «Кристис» за £51 650                                       | [ 152 ] [ 153 ] [ 154 ]         |
| Натюрморт с лимонами англ. Still Life with Lemons                                                 | Внешнее изображение | 1952         | холст, масло             | 35,5 x 56     | B.322   | частная коллекция (США) | [ 155 ]                         |
| Абстрактная композиция с виноградной гроздью англ. Abstract composition with Grape Bunch          | Внешнее изображение | 1953         | холст, масло             | 50,8 x 40,5   | B.323   | частная коллекция (США) | [ 156 ]                         |
| Осень англ. Autumn                                                                                | Внешнее изображение | 1953         | холст, масло             | 86,5 x 106,5  | B.324   | коллекция месье и мадам Ожье (Франция), 13 мая 2016 года продана на аукционе «Кристис» за $93 750                               | [ 157 ] [ 158 ]                 |
| Абстрактная композиция с ключом англ. Abstract Composition with Key                               | Внешнее изображение | 1953         | холст, масло             | 65 x 54       | B.325   | частная коллекция (США) | [ 159 ]                         |
| Абстрактная композиция англ. Abstract Composition                                                 | Внешнее изображение | 1953         | холст, масло             | 50,8 x 40,5   | B.326   | собственность семьи Лемпицка, 13 мая 2016 года продана на аукционе «Кристис» за $56 250                                         | [ 160 ]                         |
| Абстрактная композиция со зданием англ. Abstract Composition with Building                        | Внешнее изображение | 1953         | деревянная панель, масло | 24 x 19       | B.327   | собственность семьи Лемпицка | [ 161 ]                         |
| Сине-чёрная абстрактная композиция англ. Blue and Black Abstract Composition                      | Внешнее изображение | 1953         | холст, масло             | 48 x 30,5     | B.328   | собственность семьи Лемпицка, 19 ноября 2022 года продана на аукционе «Кристис» за $138 600                                     | [ 162 ] [ 163 ]                 |
| Абстрактная композиция с балюстрадой англ. Abstract Composition with Balustrade                   | Внешнее изображение | 1953         | холст, масло             | 146 x 89      | B.329   | частная коллекция (Франция) | [ 164 ]                         |
| Женщина и дитя, абстракция англ. Woman and Child (abstract)                                       | Внешнее изображение | 1953         | холст, масло             | 50,8 x 40,5   | B.330   | собственность семьи Лемпицка, 20 сентября 2011 года продана на аукционе «Кристис» за $32 500                                    | [ 165 ] [ 166 ]                 |
| Две фигуры, стоящие на коленях англ. Two Kneeling Figures                                         | Внешнее изображение | 1953         | холст, масло             | 61 x 45,7     | B.331   | частная коллекция (США) | [ 167 ]                         |
| Читающая II англ. The Reader II                                                                   | Внешнее изображение | 1953         | холст, масло             | ?             | B.332   | неизвестная коллекция | [ 168 ]                         |
| Абстрактная композиция англ. Abstract composition                                                 | Внешнее изображение | 1953         | холст, масло             | ?             | B.333   | неизвестная коллекция | [ 169 ]                         |
| Абстрактная композиция с облаками англ. Abstract Composition with Clouds                          | Внешнее изображение | 1953         | холст, масло             | 55 x 46       | B.334   | неизвестная коллекция | [ 170 ]                         |
| Абстрактная композиция в красном и синем I англ. Abstract Composition in Red and Blue I           | Внешнее изображение | 1953         | холст, масло             | 40,5 x 30,5   | B.335   | частная коллекция (Франция) | [ 171 ]                         |
| Абстрактная композиция в красном и синем II англ. Abstract Composition in Red and Blue II         | Внешнее изображение | 1953         | холст, масло             | 116 x 89      | B.336   | частная коллекция (Франция) | [ 172 ]                         |
| Бабушка англ. The Grandmother                                                                     | Внешнее изображение | 1953         | холст на картоне, масло  | 40,6 x 30,48  | B.337   | собственность семьи Лемпицка | [ 173 ]                         |
| Измученная мужская фигура англ. Tormented Man Figure                                              | Внешнее изображение | 1953         | холст, масло             | 40,5 x 30,5   | B.338   | собственность семьи Лемпицка | [ 174 ]                         |
| Этюд к портрету Джино Пульизи англ. Study for the Portrait of Gino Puglisi                        | Внешнее изображение | 1953         | холст, масло             | 30,5 x 25,4   | B.339   | частная коллекция | [ 175 ]                         |
| Портрет Джино Пульизи англ. Portrait of Gino Puglisi                                              | Внешнее изображение | 1953         | холст, масло             | 22,9 x 15,2   | B.340   | частная коллекция (США) | [ 176 ]                         |
| Портрет Джино Пульизи англ. Portrait of Gino Puglisi                                              | Внешнее изображение | 1954         | картон, масло            | 30,5 x 25     | B.341   | частная коллекция | [ 134 ]                         |
| Портрет Жака Росселли I англ. Portrait of Jacques Rosselli I                                      | Внешнее изображение | 1954         | холст, масло             | 35 x 27       | B.342   | частная коллекция (Франция) | [ 177 ]                         |
| Портрет Жака Росселли II англ. Portrait of Jacques Rosselli II                                    | Внешнее изображение | 1954         | холст, масло             | 30,5 x 25,5   | B.343   | собственность семьи Лемпицка, 3 мая 2012 года продана на аукционе «Сотбис» за $40 625                                           | [ 178 ] [ 179 ]                 |
| Портрет взрослой Кизетты I англ. Portrait of Kizette as an Adult I                                | Внешнее изображение | 1954         | холст, масло             | 27 x 22       | B.344   | Художественная галерея Барри Фридмана (Нью-Йорк, США)                                                                           | [ 180 ]                         |
| Портрет взрослой Кизетты II англ. Portrait of Kizette as an Adult II                              | Внешнее изображение | 1954         | холст, масло             | 22 x 16       | B.345   | собственность семьи Лемпицка, 4 ноября 2010 года продана на аукционе «Кристис» за $37 500                                       | [ 181 ] [ 182 ]                 |
| Портрет барона Куффнера в преклонном возрасте англ. Portrait of Baron Kuffner in Old Age          | Внешнее изображение | 1954         | картон, масло            | 30,5 x 22,9   | B.346   | Художественная галерея Арчера М. Хантингтона (США)                                                                              | [ 183 ]                         |
| Портрет барона Куффнера в кресле англ. Portrait of Baron Kuffner in an Armchair                   | Внешнее изображение | 1954         | холст, масло             | 61 x 45,7     | B.347   | частная коллекция (США), 2 марта 2017 года продана на аукционе «Сотбис» за £75 000                                              | [ 184 ] [ 185 ] [ 186 ]         |
| Девушка с венком англ. Girl with a Crown                                                          | Внешнее изображение | 1954         | холст, масло             | 27 x 22       | B.348   | Художественная галерея Барри Фридмана (Нью-Йорк, США), 26 марта 2014 года продана на аукционе «Кристис» за $50 000              | [ 187 ] [ 188 ]                 |
| Женщина в белом тюрбане I англ. Woman with White Turban I                                         | Внешнее изображение | 1954         | холст, масло             | 35,5 x 28     | B.349   | собственность семьи Лемпицка | [ 189 ]                         |
| Женщина в белом тюрбане II англ. Woman with White Turban II                                       | Внешнее изображение | 1954         | холст, масло             | 35 x 27       | B.350   | частная коллекция (США), 24 июня 2015 года продана на аукционе «Кристис» за £62 500                                             | [ 190 ] [ 191 ] [ 192 ]         |
| Женщина в белом тюрбане III англ. Woman with White Turban III                                     | Внешнее изображение | 1954         | холст, масло             | 35 x 27       | B.351   | Фонд Виктора Мануэля Контрераса (Мексика)                                                                                       | [ 193 ]                         |
| Две Мадонны англ. Two Madonnas                                                                    | Внешнее изображение | 1954         | холст, масло             | 27 x 35       | B.352   | частная коллекция (Япония), 27 февраля 2003 года продана на аукционе «Кристис» за $40 630                                       | [ 194 ] [ 195 ] [ 196 ]         |
| Абстрактная композиция англ. Abstract Composition                                                 | Внешнее изображение | 1955         | холст, масло             | 50,8 x 40,6   | B.353   | Национальный фонд современного искусства (Франция)                                                                              | [ 134 ]                         |
| Абстрактная композиция с завитками англ. Abstract Composition with Swirls                         | Внешнее изображение | 1955         | холст, масло             | 50,8 x 40,6   | B.354   | собственность семьи Лемпицка, 12 ноября 2018 года продана на аукционе «Кристис» за $68 750                                      | [ 197 ] [ 198 ]                 |
| Абстрактная композиция англ. Abstract Composition                                                 | Внешнее изображение | 1955         | холст, масло             | 50,8 x 40,5   | B.355   | частная коллекция (Франция) | [ 134 ]                         |
| Абстрактная композиция с падающими листьями англ. Abstract Composition with Flying Leaves         | Внешнее изображение | 1955         | холст, масло             | 50,8 x 40,5   | B.356   | собственность семьи Лемпицка | [ 199 ]                         |
| Абстрактная композиция с белыми прямоугольниками англ. Abstract Composition with White Rectangles | Внешнее изображение | 1955         | холст, масло             | 61 x 50,8     | B.357   | собственность семьи Лемпицка, 12 ноября 2018 года продана на аукционе «Кристис» за $93 750                                      | [ 200 ] [ 201 ]                 |
| Абстрактная композиция в синем № 1 англ. Abstract Composition in Blue no. 1                       | Внешнее изображение | 1955         | холст, масло             | 50,8 x 40,5   | B.358   | частная коллекция (Швейцария)                                                                                                   | [ 202 ]                         |
| Абстрактная композиция в синем № 2 англ. Abstract Composition in Blue no. 2                       | Внешнее изображение | 1955         | холст, масло             | 50,8 x 40,5   | B.359   | частная коллекция (США) | [ 203 ]                         |
| Абстрактная композиция англ. Abstract Composition                                                 | Внешнее изображение | 1955         | холст, масло             | 86,4 x 106,7  | B.360   | частная коллекция (Франция) | [ 134 ]                         |
| Абстрактная композиция англ. Abstract Composition                                                 | Внешнее изображение | 1955         | холст, масло             | 79 x 56       | B.361   | частная коллекция (Франция) | [ 134 ]                         |
| Абстрактная композиция в сером и розовом англ. Abstract Composition in Gray and Pink              | Внешнее изображение | 1956         | холст, масло             | 61 x 50,8     | B.362   | собственность семьи Лемпицка, 21 сентября 2010 года продана на аукционе «Кристис» за $60 000                                    | [ 204 ] [ 205 ]                 |
| Абстрактная композиция в чёрном и сером англ. Abstract Composition in Black and Gray              | Внешнее изображение | 1956         | холст, масло             | 68,5 x 50,8   | B.363   | собственность семьи Лемпицка | [ 206 ]                         |
| Абстрактная композиция в синем и белом англ. Abstract Composition in Blue and White               | Внешнее изображение | 1956         | холст на картоне, масло  | 35,6 x 25,5   | B.364   | собственность семьи Лемпицка | [ 207 ]                         |
| Абстрактная композиция англ. Abstract Composition                                                 | Внешнее изображение | 1956         | картон, масло            | 33 x 24       | B.365   | частная коллекция (Франция) | [ 134 ]                         |
| Абстрактная композиция англ. Abstract Composition                                                 | Внешнее изображение | 1956         | холст, масло             | 27 x 22       | B.366   | частная коллекция | [ 134 ]                         |
| Абстрактная композиция англ. Abstract Composition                                                 | Внешнее изображение | 1956         | холст, масло             | 35 x 27       | B.367   | собственность семьи Лемпицка, 9 марта 2011 года продана на аукционе «Кристис» за $23 750                                        | [ 208 ]                         |
| Читающая III (абстрактная) англ. The Reader III (abstract)                                        | Внешнее изображение | 1956         | холст, масло             | 63,5 x 53,5   | B.368   | собственность семьи Лемпицка, 15 мая 2015 года продана на аукционе «Кристис» за $137 000                                        | [ 209 ] [ 210 ]                 |
| Абстрактная композиция англ. Abstract Composition                                                 | Внешнее изображение | 1957         | холст, масло             | 54 x 81       | B.369   | приобретена непосредственно супругами Ван Ден (Бельгия)                                                                         | [ 134 ]                         |
| Мадонина II англ. Madonina II                                                                     | Внешнее изображение | 1957         | деревянная панель, масло | 18 x 14       | B.370   | Фонд Виктора Мануэля Контрераса (Мексика)                                                                                       | [ 211 ]                         |
| Голландская девушка II англ. The Dutch Girl II                                                    | Внешнее изображение | 1957         | холст, масло             | 76 x 65       | B.371   | Фонд Виктора Мануэля Контрераса (Мексика)                                                                                       | [ 212 ]                         |
| Натурщица II англ. The Model II                                                                   | Внешнее изображение | 1957         | холст, масло             | 76,2 x 46,9   | B.372   | Художественная галерея Арчера М. Хантингтона (США)                                                                              | [ 213 ]                         |
| Портрет девочки II англ. Portrait of a Little Girl II                                             | Внешнее изображение | 1957         | холст, масло             | ?             | B.480   | ? | [ 214 ]                         |
| Аронники II англ. The Arums II                                                                    | Внешнее изображение | 1957         | холст, масло             | ?             | B.482   | коллекция Патрисии и Джеймса Кейнов (США)                                                                                       | [ 215 ]                         |
| Аронники III англ. The Arums III                                                                  | Внешнее изображение | 1957         | холст, масло             | 81 x 54       | B.483   | ? | [ 216 ]                         |
| Аронники IV англ. The Arums IV                                                                    | Внешнее изображение | 1957         | холст, масло             | ?             | B.484   | собственность семьи Лемпицка | [ 217 ]                         |
| Купающаяся Сюзанна II англ. Suzanne Bathing II                                                    | Внешнее изображение | 1957         | холст, масло             | 77 x 50       | B.490   | Фонд Виктора Мануэля Контрераса (Мексика)                                                                                       | [ 218 ]                         |
| Оранжевый тюрбан IV англ. The Orange Turban IV                                                    | Внешнее изображение | 1957         | холст, масло             | 41 x 33       | B.493   | частная коллекция (США) | [ 219 ]                         |
| Бретонская девушка II англ. The Breton Girl II                                                    | Внешнее изображение | 1957         | холст, масло             | ?             | B.501   | ? | [ 220 ]                         |
| Мудрость II англ. Wisdom II                                                                       | Внешнее изображение | 1957         | холст, масло             | 56 x 38       | B.504   | частная коллекция (США) | [ 221 ]                         |
| Синий час II англ. The Blue Hour II                                                               | Внешнее изображение | 1957         | холст, масло             | 75 x 55       | B.509   | частная коллекция (Мексика) | [ 222 ]                         |
| Рафаэла в Мауве англ. Raphaela in Mauve                                                           | Внешнее изображение | 1957/1975    | холст, масло             | 101,5 x 152,5 | B.515   | частная коллекция (США) | [ 223 ] [ 224 ]                 |
| Прекрасная Рафаэла II англ. La belle Rafaëla II                                                   | Внешнее изображение | 1957         | холст, масло             | 53,3 x 76,2   | B.516   | частная коллекция (США) | [ 225 ]                         |
| Яблоко, айва, виноград II англ. Apple, Quince, Grapes II                                          | Внешнее изображение | 1958         | картон, масло            | 30,5 x 41     | B.373   | частная коллекция | [ 226 ]                         |
| Яблоко, виноград II англ. Apple, Grapes II                                                        | Внешнее изображение | 1958         | холст, масло             | 30,5 x 41     | B.374   | частная коллекция, 2 марта 2023 года продана на аукционе «Сотбис» за £40 640                                                    | [ 227 ] [ 228 ]                 |
| Натюрморт с рыбой англ. Still Life with Fish                                                      | Внешнее изображение | 1958         | холст, масло             | 33 x 66       | B.375   | частная коллекция (США) | [ 229 ]                         |
| Рыбы англ. Fishes                                                                                 | Внешнее изображение | 1958         | холст, масло             | 25,5 x 35,5   | B.376   | частная коллекция (США), 21 июня 2012 года продана на аукционе «Кристис» за £34 850                                             | [ 230 ] [ 231 ] [ 232 ]         |
| Портрет Франсуазы Саган англ. Portrait of Françoise Sagan                                         | Внешнее изображение | 1958         | картон, масло            | 20,5 x 20,5   | B.377   | собственность семьи Лемпицка | [ 233 ]                         |
| Портрет Марии Каллас, этюд англ. Portrait of Maria Callas (study)                                 | Внешнее изображение | 1958         | холст, масло             | 25,5 x 20,5   | B.378   | собственность семьи Лемпицка | [ 234 ]                         |
| Обнажённая с книгой англ. Nude with Book                                                          | Внешнее изображение | 1958         | холст, масло             | 92 x 73       | B.379   | частная коллекция (США) | [ 235 ]                         |
| Обнажённая со спины англ. Nude from Behind                                                        | Внешнее изображение | 1959         | холст, масло             | 76 x 51       | B.380   | частная коллекция (США) | [ 236 ]                         |
| Кувшин и рыба I англ. Pitcher and Fish I                                                          | Внешнее изображение | 1959         | холст, масло             | 51 x 71       | B.381   | собственность семьи Лемпицка | [ 237 ]                         |
| Кувшин и рыба II англ. Pitcher and Fish II                                                        | Внешнее изображение | 1959         | холст, масло             | 35,5 x 57     | B.382   | собственность семьи Лемпицка | [ 238 ]                         |
| Этрусская женщина англ. Etruscan Woman                                                            | Внешнее изображение | 1959         | холст, масло             | 91,5 x 38     | B.383   | собственность семьи Лемпицка | [ 239 ]                         |
| Кувшин и ваза для фруктов англ. Pitcher and Fruit Bowl                                            | Внешнее изображение | 1959         | холст, масло             | 51 x 41       | B.384   | собственность семьи Лемпицка | [ 240 ]                         |
| Натюрморт с кувшином англ. Still Life with Pitcher                                                | Внешнее изображение | 1959         | холст, масло             | 35,5 x 33     | B.385   | собственность семьи Лемпицка | [ 241 ]                         |
| Натюрморт с вазой для фруктов англ. Still Life with Fruit Bowl                                    | Внешнее изображение | 1959         | холст, масло             | 50,8 x 30,5   | B.386   | собственность семьи Лемпицка | [ 242 ]                         |
| Кувшин и нож англ. Pitcher and Knife                                                              | Внешнее изображение | 1959         | холст, масло             | 33 x 40,5     | B.387   | собственность семьи Лемпицка | [ 243 ]                         |
| Абстрактная композиция в бежевом I англ. Abstract Composition in Beige I                          | Внешнее изображение | 1959         | холст, масло             | 81 x 54       | B.388   | собственность семьи Лемпицка | [ 244 ]                         |
| Абстрактная композиция в бежевом II англ. Abstract Composition in Beige II                        | Внешнее изображение | 1959         | холст, масло             | 81 x 54       | B.389   | собственность семьи Лемпицка | [ 245 ]                         |
| Абстрактная композиция в белом англ. Abstract Composition in White                                | Внешнее изображение | 1959         | холст, масло             | 30,5 x 35,5   | B.390   | собственность семьи Лемпицка | [ 246 ]                         |
| Абстрактная композиция англ. Abstract Composition                                                 | Внешнее изображение | 1960         | холст, масло             | 40,5 x 30,5   | B.391   | частная коллекция (США), 5 февраля 2016 года продана на аукционе «Кристис» за £52 500                                           | [ 247 ] [ 248 ]                 |
| Абстрактная композиция англ. Abstract Composition                                                 | Внешнее изображение | 1960         | холст, масло             | 40,5 x 30,5   | B.392   | частная коллекция (США) | [ 134 ]                         |
| Абстрактная композиция A1 англ. Abstract Composition A1                                           | Внешнее изображение | 1960         | холст, масло             | 45,7 x 35,6   | B.393   | Фонд Виктора Мануэля Контрераса (Мексика)                                                                                       | [ 249 ] [ 250 ]                 |
| Абстрактная композиция A2 англ. Abstract Composition A2                                           | Внешнее изображение | 1960         | холст, масло             | 76,2 x 61     | B.394   | частная коллекция (США) | [ 251 ]                         |
| Абстрактная композиция B1 англ. Abstract Composition B1                                           | Внешнее изображение | 1960         | холст, масло             | 101,5 x 66    | B.395   | собственность семьи Лемпицка, 13 мая года продана на аукционе «Кристис» за $113 400                                             | [ 252 ] [ 253 ]                 |
| Абстрактная композиция B2 англ. Abstract Composition B2                                           | Внешнее изображение | 1960         | холст, масло             | 40,5 x 30,5   | B.396   | собственность семьи Лемпицка | [ 254 ]                         |
| Абстрактная композиция C1 англ. Abstract Composition C1                                           | Внешнее изображение | 1960         | холст, масло             | 45,7 x 35,5   | B.397   | частная коллекция (Франция) | [ 255 ]                         |
| Абстрактная композиция C2 англ. Abstract Composition C2                                           | Внешнее изображение | 1960         | холст, масло             | 50,8 x 40,5   | B.398   | частная коллекция (США) | [ 256 ]                         |
| Абстрактная композиция в сером и жёлтом англ. Composition in Gray and Yellow                      | Внешнее изображение | 1960         | холст, масло             | 66 x 101,6    | B.399   | частная коллекция (США) | [ 257 ]                         |
| Абстрактная композиция англ. Abstract Composition                                                 | Внешнее изображение | 1960         | холст на картоне, масло  | 18 x 14       | B.400   | собственность семьи Лемпицка | [ 134 ]                         |
| Модель в студии (абстрактная) англ. Model in the Studio (abstract)                                | Внешнее изображение | 1960         | холст на картоне, масло  | 61 x 43,2     | B.401   | частная коллекция (США) | [ 258 ] [ 259 ]                 |
| Читающая IV англ. The Reader IV                                                                   | Внешнее изображение | 1960         | холст, масло             | 40,6 x 30,5   | B.402   | собственность семьи Лемпицка | [ 260 ]                         |
| Прачка I англ. Washerwoman I                                                                      | Внешнее изображение | 1960         | холст, масло             | 61 x 38       | B.403   | Фонд Виктора Мануэля Контрераса (Мексика)                                                                                       | [ 261 ]                         |
| Прачка II англ. Washerwoman II                                                                    | Внешнее изображение | 1960         | холст, масло             | 61 x 33       | B.404   | неизвестная коллекция | [ 262 ]                         |
| Обнажённая до пояса англ. Bust of Nude                                                            | Внешнее изображение | 1960         | холст, масло             | 51 x 42       | B.405   | собственность семьи Лемпицка | [ 263 ]                         |
| Аметист II англ. Améthyste II                                                                     | Внешнее изображение | 1960         | холст, масло             | 27 x 22       | B.406   | частная коллекция (Швейцария)                                                                                                   | [ 264 ]                         |
| Лицо англ. Face                                                                                   | Внешнее изображение | 1960         | холст, масло             | 46 x 38       | B.407   | собственность семьи Лемпицка | [ 265 ]                         |
| Склонённая женская голова англ. Head of Bent Woman                                                | Внешнее изображение | 1960         | холст, масло             | 61 x 30,5     | B.408   | собственность семьи Лемпицка | [ 266 ]                         |
| Лебеди I англ. The Swans I                                                                        | Внешнее изображение | 1960         | холст, масло             | 65 x 92       | B.409   | частная коллекция (Италия) | [ 267 ]                         |
| Два голубя I англ. The Two Doves I                                                                | Внешнее изображение | 1960         | холст, масло             | 45,7 x 61     | B.411   | частная коллекция (США) | [ 268 ]                         |
| Два голубя II англ. The Two Doves II                                                              | Внешнее изображение | 1960         | холст, масло             | 40,5 x 56     | B.412   | ? | [ 269 ]                         |
| Тюльпаны I англ. Tulips I                                                                         | Внешнее изображение | 1960         | холст, масло             | 76,2 x 50,8   | B.413   | частная коллекция (Франция) | [ 270 ]                         |
| Тюльпаны II англ. Tulips II                                                                       | Внешнее изображение | 1960         | холст, масло             | 61 x 45,7     | B.414   | частная коллекция (США) | [ 271 ]                         |
| Ваза с цветами англ. Flower Vase                                                                  | Внешнее изображение | 1960         | холст, масло             | 41 x 33       | B.415   | частная коллекция (США) | [ 272 ]                         |
| Ваза с цветами англ. Flower Vase                                                                  | Внешнее изображение | 1960         | холст, масло             | 41 x 33       | B.416   | собственность семьи Лемпицка | [ 134 ]                         |
| Оранжевые цветы в вазе англ. Orange Flowers in a Vase                                             | Внешнее изображение | 1961         | холст, масло             | 66 x 50,8     | B.417   | собственность семьи Лемпицка | [ 273 ]                         |
| Лилия в вазе I англ. Lily in a Vase I                                                             | Внешнее изображение | 1961         | холст, масло             | 68,6 x 35,6   | B.418   | неизвестная коллекция | [ 274 ]                         |
| Лилия в вазе II англ. Lily in a Vase II                                                           | Внешнее изображение | 1961         | холст, масло             | 68,5 x 35,5   | B.419   | собственность семьи Лемпицка | [ 275 ]                         |
| Букет цветов I англ. Flower Bouquet I                                                             | Внешнее изображение | 1961         | холст, масло             | 92 x 65       | B.420   | частная коллекция (США) | [ 276 ]                         |
| Букет цветов II англ. Flower Bouquet II                                                           | Внешнее изображение | 1961         | холст, масло             | 61 x 46       | B.421   | частная коллекция, 10 февраля 2011 года продана на аукционе «Кристис» за £27 500                                                | [ 277 ] [ 278 ]                 |
| Натюрморт с лимонами на стуле I англ. Still Life with Lemons on a Chair I                         | Внешнее изображение | 1961         | холст, масло             | 76,2 x 50,8   | B.422   | собственность семьи Лемпицка | [ 279 ]                         |
| Натюрморт с лимонами на стуле II англ. Still Life with Lemons on a Chair II                       | Внешнее изображение | 1961         | холст, масло             | ?             | B.423   | неизвестная коллекция | [ 280 ]                         |
| Кувшин на стуле II англ. Pitcher on a Chair II                                                    | Внешнее изображение | 1961         | холст, масло             | 94 x 66       | B.424   | собственность семьи Лемпицка | [ 281 ]                         |
| Кувшин на стуле III англ. Pitcher on a Chair III                                                  | Внешнее изображение | 1961         | холст, масло             | ?             | B.425   | неизвестная коллекция | [ 282 ]                         |
| Яблоки и виноград в чаше англ. Apples and Grapes in a Bowl                                        | Внешнее изображение | 1961         | холст, масло             | 30,5 x 61     | B.426   | частная коллекция (Италия) | [ 283 ]                         |
| Натюрморт с сахарницей англ. Still Life with a Sugar Bowl                                         | Внешнее изображение | 1961         | холст, масло             | 40,5 x 35,6   | B.427   | собственность семьи Лемпицка | [ 284 ]                         |
| Натюрморт, стекло и вишня англ. Still Life, Glass and Cherries                                    | Внешнее изображение | 1961         | холст, масло             | 33 x 43,2     | B.428   | частная коллекция, 3 декабря 2013 года продана на аукционе «Кристис» за €15 000                                                 | [ 285 ] [ 286 ]                 |
| Петух англ. The Rooster                                                                           | Внешнее изображение | 1961         | холст, масло             | 63,5 x 53,3   | B.429   | частная коллекция (США) | [ 287 ]                         |
| Тюльпаны и ваза англ. Tulips and Bowl                                                             | Внешнее изображение | 1961         | холст, масло             | 71,1 x 55,9   | B.430   | частная коллекция (США) | [ 288 ]                         |
| Кролики I англ. The Rabbits I                                                                     | Внешнее изображение | 1961         | холст, масло             | 73 x 54       | B.431   | собственность семьи Лемпицка | [ 289 ]                         |
| Кролики II англ. The Rabbits II                                                                   | Внешнее изображение | 1961         | холст, масло             | 54 x 73       | B.432   | собственность семьи Лемпицка | [ 290 ]                         |
| Монастырь в Тоскане англ. Cloister in Tuscany                                                     | Внешнее изображение | 1961         | холст, масло             | 35 x 27       | B.433   | частная коллекция (Великобритания), 12 ноября 2019 года продана на аукционе «Сотбис» за £16 250                                 | [ 291 ] [ 292 ]                 |
| Гондола в Венеции англ. Gondola in Venice                                                         | Внешнее изображение | 1961         | холст, масло             | ?             | B.434   | неизвестная коллекция | [ 293 ]                         |
| Дождь в Венеции англ. Venice in the Rain                                                          | Внешнее изображение | 1961         | холст, масло             | 94 x 66       | B.435   | частная коллекция (США) | [ 294 ] [ 295 ]                 |
| Жёлтые тюльпаны англ. The Yellow Tulips                                                           | Внешнее изображение | 1961         | холст, масло             | 56 x 35,5     | B.436   | собственность семьи Лемпицка | [ 296 ]                         |
| Букет гвоздик англ. Bouquet of Carnations                                                         | Внешнее изображение | 1962         | холст, масло             | 61 x 23       | B.437   | собственность семьи Лемпицка | [ 297 ]                         |
| Букет сирени англ. The Lilac Bouquet                                                              | Внешнее изображение | 1962         | холст, масло             | 94 x 38       | B.438   | собственность семьи Лемпицка | [ 298 ]                         |
| Ромашки в вазе англ. Daisies in a Vase                                                            | Внешнее изображение | 1962         | холст, масло             | 61 x 30,5     | B.439   | собственность семьи Лемпицка, 9 марта 2011 года продана на аукционе «Кристис» за $23 750                                        | [ 299 ] [ 300 ]                 |
| Бутылка и блюдо с фруктами англ. Bottle and Fruit Dish                                            | Внешнее изображение | 1962         | холст, масло             | 61 x 30,5     | B.440   | собственность семьи Лемпицка | [ 301 ]                         |
| Стол I англ. The Table I                                                                          | Внешнее изображение | 1962         | холст, масло             | 61 x 30,5     | B.441   | собственность семьи Лемпицка | [ 302 ]                         |
| Стол II англ. The Table II                                                                        | Внешнее изображение | 1962         | холст, масло             | 61 x 30,5     | B.442   | частная коллекция | [ 303 ]                         |
| Еда англ. The Meal                                                                                | Внешнее изображение | 1962         | холст, масло             | 47 x 37       | B.443   | собственность семьи Лемпицка | [ 304 ]                         |
| Кувшин и бутылки англ. Pitcher and Bottles                                                        | Внешнее изображение | 1962         | холст, масло             | 35,5 x 58,5   | B.444   | собственность семьи Лемпицка | [ 305 ]                         |
| Лежащая обнажённая англ. Reclining Nude                                                           | Внешнее изображение | 1962         | холст, масло             | ?             | B.445   | собственность семьи Лемпицка | [ 306 ]                         |
| Нимфа англ. Nymph                                                                                 | Внешнее изображение | 1962         | холст, масло             | 45,7 x 61     | B.446   | собственность семьи Лемпицка | [ 307 ]                         |
| Обнажённая с кувшином II англ. Nude with Pitcher II                                               | Внешнее изображение | 1962         | холст, масло             | 61 x 50       | B.447   | частная коллекция (Польша) | [ 308 ]                         |
| Любовники англ. The Lovers                                                                        | Внешнее изображение | 1962         | холст, масло             | 65 x 92       | B.448   | частная коллекция (США) | [ 309 ]                         |
| Арлекин англ. Harlequin                                                                           | Внешнее изображение | 1962         | холст, масло             | ?             | B.449   | Музей Райс (США) | [ 310 ]                         |
| Фрукты в блюде для фруктов англ. Fruits in a Fruit Dish                                           | Внешнее изображение | 1962         | холст, масло             | 55,9 x 35,6   | B.450   | собственность семьи Лемпицка | [ 311 ]                         |
| Корзина с фруктами англ. Fruit Basket                                                             | Внешнее изображение | 1963         | холст, масло             | 45,7 x 61     | B.451   | собственность семьи Лемпицка | [ 312 ]                         |
| Фрукты в вазе II англ. Fruits in a Bowl II                                                        | Внешнее изображение | 1963         | холст, масло             | 30,5 x 40,5   | B.452   | частная коллекция (Франция) | [ 313 ]                         |
| Фрукты в вазе III англ. Fruits in a Bowl III                                                      | Внешнее изображение | 1963         | холст, масло             | 40,6 x 50,8   | B.453   | частная коллекция, 4 октября 2012 года выставлялась на аукционе «Сотбис», оцениваясь в $30 000—40 000                           | [ 314 ] [ 315 ] [ 316 ]         |
| Натюрморт с блюдом для фруктов англ. Still Life with Fruit Dish                                   | Внешнее изображение | 1963         | холст, масло             | 38 x 46       | B.454   | собственность семьи Лемпицка, 21 сентября 2010 года продана на аукционе «Кристис» за $13 750                                    | [ 317 ] [ 318 ]                 |
| Лимоны англ. Lemons                                                                               | Внешнее изображение | 1963         | холст, масло             | 21 x 36       | B.455   | собственность семьи Лемпицка | [ 319 ]                         |
| Виноград и апельсины англ. Grapes and Oranges                                                     | Внешнее изображение | 1963         | холст, масло             | 38 x 61       | B.456   | частная коллекция (США) | [ 320 ]                         |
| Снежный пейзаж I англ. Snowy Landscape I                                                          | Внешнее изображение | 1963         | холст, масло             | 91,5 x 61     | B.457   | частная коллекция (США) | [ 321 ]                         |
| Снежный пейзаж II англ. Snowy Landscape II                                                        | Внешнее изображение | 1963         | холст, масло             | 91,5 x 61     | B.458   | собственность семьи Лемпицка | [ 322 ]                         |
| Снежный пейзаж III англ. Snowy Landscape III                                                      | Внешнее изображение | 1963         | холст, масло             | 76,2 x 50,8   | B.459   | собственность семьи Лемпицка | [ 323 ]                         |
| Абстрактная композиция в синем англ. Abstract Composition in Blue                                 | Внешнее изображение | 1963         | холст, масло             | 91,4 x 61     | B.460   | частная коллекция (США) | [ 324 ]                         |
| Земля англ. The Earth                                                                             | Внешнее изображение | 1963         | холст, масло             | 81 x 130      | B.461   | собственность семьи Лемпицка, 15 мая 2015 года продана на аукционе «Кристис» за $81 250                                         | [ 325 ] [ 326 ]                 |
| Океан англ. The Ocean                                                                             | Внешнее изображение | 1963         | холст, масло             | 81 x 130      | B.462   | собственность семьи Лемпицка, 15 мая 2015 года продана на аукционе «Кристис» за $87 500                                         | [ 327 ] [ 328 ]                 |
| Аметист III англ. Amethyst III                                                                    | Внешнее изображение | 1963         | холст, масло             | 81 x 60       | B.463   | частная коллекция (США) | [ 329 ]                         |
| Розовый портрет англ. Pink Portrait                                                               | Внешнее изображение | 1963         | холст, масло             | 33 x 30,5     | B.464   | собственность семьи Лемпицка | [ 330 ]                         |
| Мадонна англ. Madonna                                                                             | Внешнее изображение | 1964         | холст, масло             | 55 x 38       | B.465   | частная коллекция (Франция) | [ 134 ]                         |
| Крестьянская девушка II англ. The Peasant Girl II                                                 | Внешнее изображение | 1964         | холст, масло             | 45,7 x 35,6   | B.466   | частная коллекция (США) | [ 331 ]                         |
| Мать и дитя англ. Mother and Child                                                                | Внешнее изображение | 1964         | холст, масло             | ?             | B.467   | Культурный институт Кабаньяс (Гвадалахара, Мексика)                                                                             | [ 134 ]                         |
| Голова молодой леди англ. Head of a Young Lady                                                    | Внешнее изображение | 1965         | холст, масло             | ?             | B.468   | ? | [ 332 ]                         |
| Голова молодой леди англ. Head of a Young Lady                                                    | Внешнее изображение | 1967         | холст, масло             | 30,5 x 23     | B.469   | частная коллекция (США), 10 мая 2007 года продана на аукционе «Кристис» за $36 000                                              | [ 333 ]                         |
| Юная леди в берете I англ. Young Lady with a Beret I                                              | Внешнее изображение | 1971         | холст, масло             | 33 x 30,5     | B.470   | частная коллекция (Франция) | [ 334 ] [ 335 ]                 |
| Юная леди в берете II англ. Young Lady with a Beret II                                            | Внешнее изображение | 1971         | холст, масло             | 33 x 30,5     | B.471   | частная коллекция (США) | [ 336 ]                         |
| Мадонина III англ. Madonina III                                                                   | Внешнее изображение | 1971         | холст на картоне, масло  | 18 x 12       | B.472   | частная коллекция (Франция) | [ 337 ]                         |
| Аронники V англ. The Arums V                                                                      | Внешнее изображение | 1961         | холст, масло             | 73 x 54       | B.485   | собственность семьи Лемпицка, 21 сентября 2010 года продана на аукционе «Кристис» за $32 500                                    | [ 338 ] [ 339 ]                 |
| Две подруги II англ. The Two Girlfriends II                                                       | Внешнее изображение | 1960         | холст, масло             | ?             | B.486   | неизвестная коллекция | [ 340 ]                         |
| Две подруги III англ. The Two Girlfriends III                                                     | Внешнее изображение | 1960         | холст, масло             | ?             | B.487   | неизвестная коллекция | [ 341 ]                         |
| Две подруги IV англ. The Two Girlfriends IV                                                       | Внешнее изображение | 1960         | холст, масло             | 91,4 x 61     | B.488   | Художественная галерея Арчера М. Хантингтона (США)                                                                              | [ 342 ]                         |
| Купающаяся Сюзанна III англ. Suzanne Bathing III                                                  | Внешнее изображение | 1960         | холст, масло             | ?             | B.491   | ? | [ 343 ]                         |
| Синий час III англ. The Blue Hour III                                                             | Внешнее изображение | 1966         | холст, масло             | ?             | B.510   | коллекция графа и графини де Уоррен (США), 30 июня 2022 года продана на аукционе «Сотбис» за £819 000                           | [ 344 ] [ 345 ] [ 346 ]         |
| Лебеди II англ. The Swans II                                                                      | Внешнее изображение | 1960/1963    | холст, масло             | 61 x 76,2     | B.410   | собственность семьи Лемпицка | [ 347 ]                         |
| Капри англ. Capri                                                                                 | Внешнее изображение | 1973         | холст на картоне, масло  | 19,5 x 14,5   | B.473   | частная коллекция (США) | [ 348 ]                         |
| Венеция англ. Venice                                                                              | Внешнее изображение | 1973         | холст, масло             | 81 x 53,5     | B.474   | собственность семьи Лемпицка | [ 349 ]                         |
| Угол улицы англ. Street Corner                                                                    | Внешнее изображение | 1973         | холст, масло             | 41 x 27       | B.475   | собственность семьи Лемпицка | [ 350 ]                         |
| Грациелла II англ. Graziella II                                                                   | Внешнее изображение | 1975         | холст, масло             | 26,5 x 19,5   | B.476   | частная коллекция (Мексика), 8 ноября 2000 года продана на аукционе «Кристис» за $21 150                                        | [ 351 ] [ 352 ]                 |
| Спящая девочка (Кизетта) II англ. The Sleeping Girl (Kizette) II                                  | Внешнее изображение | 1975         | холст, масло             | 38 x 48       | B.477   | частная коллекция (США) | [ 353 ]                         |
| Абстрактная композиция англ. Abstract Composition                                                 | Внешнее изображение | 1976         | холст, масло             | 38,1 x 50,8   | B.478   | частная коллекция (США) | [ 134 ]                         |
| Абстрактная композиция англ. Abstract composition                                                 | Внешнее изображение | 1977         | холст, масло             | 61 x 46       | B.479   | Фонд Виктора Мануэля Контрераса (Мексика)                                                                                       | [ 134 ]                         |
| Портрет девочки III англ. Portrait of a Little Girl III                                           | Внешнее изображение | 1972         | холст, масло             | 25,5 x 20,5   | B.481   | частная коллекция (Франция) | [ 354 ]                         |
| Две подруги V англ. The Two Girlfriends V                                                         | Внешнее изображение | 1974         | холст, масло             | 67,5 x 38     | B.489   | частная коллекция (США), 13 ноября 2019 года выставлялась на аукционе «Сотбис», оцениваясь в $400 000—600 000                   | [ 355 ] [ 356 ] [ 357 ] [ 358 ] |
| Купающаяся Сюзанна IV англ. Suzanne Bathing IV                                                    | Внешнее изображение | 1974         | холст, масло             | 81 x 54       | B.492   | частная коллекция (США), 29 июля 2020 года выставлялась на аукционе «Сотбис», оцениваясь в £300 000—500 000                     | [ 359 ] [ 360 ] [ 361 ]         |
| Оранжевый тюрбан V англ. The Orange Turban V                                                      | Внешнее изображение | 1972         | холст, масло             | 41 x 33       | B.494   | частная коллекция (Франция) | [ 362 ]                         |
| Оранжевый тюрбан VI англ. The Orange Turban VI                                                    | Внешнее изображение | 1974         | холст, масло             | 27 x 22       | B.495   | частная коллекция (Италия) | [ 363 ]                         |
| Оранжевый тюрбан VII англ. The Orange Turban VII                                                  | Внешнее изображение | 1974         | холст, масло             | 35 x 27       | B.496   | частная коллекция (Франция) | [ 364 ]                         |
| Оранжевый тюрбан VIII англ. The Orange Turban VIII                                                | нет изображения     | 1976         | холст, масло             | 24 x 22       | B.497   | Музей Роберта Брэди (Куэрнавака, Мексика)                                                                                       | [ 365 ]                         |
| Оранжевый тюрбан IX англ. The Orange Turban IX                                                    | Внешнее изображение | 1976/1979    | холст, масло             | 24 x 19       | B.498   | собственность семьи Лемпицка, 21 сентября 2010 года продана на аукционе «Кристис» за $27 500                                    | [ 366 ] [ 367 ]                 |
| Оранжевый тюрбан X англ. The Orange Turban X                                                      | Внешнее изображение | 1976/1979    | холст, масло             | 28 x 2        | B.499   | частная коллекция (США) | [ 368 ]                         |
| Оранжевый тюрбан XI англ. The Orange Turban XI                                                    | Внешнее изображение | 1976/1979    | холст, масло             | 35,5 x 33     | B.500   | частная коллекция (Франция) | [ 369 ]                         |
| Бретонская девушка III англ. The Breton Girl III                                                  | Внешнее изображение | 1972         | холст, масло             | 35 x 30       | B.502   | Фонд Виктора Мануэля Контрераса (Мексика)                                                                                       | [ 370 ]                         |
| Бретонская девушка IV англ. The Breton Girl IV                                                    | Внешнее изображение | 1974/1979    | холст, масло             | 41 x 33       | B.503   | частная коллекция (Франция) | [ 371 ]                         |
| Мудрость III англ. Wisdom III                                                                     | Внешнее изображение | 1972         | холст, масло             | 55 x 38       | B.505   | частная коллекция (США) | [ 372 ]                         |
| Мудрость IV англ. Wisdom IV                                                                       | Внешнее изображение | 1974         | холст, масло             | 55 x 38       | B.506   | частная коллекция (Франция), 9 июня 2006 года продана на аукционе «Кристис» за €132 000                                         | [ 373 ] [ 374 ]                 |
| Мудрость V англ. Wisdom V                                                                         | Внешнее изображение | 1974/1979    | холст, масло             | 65 x 46       | B.507   | Фонд Виктора Мануэля Контрераса (Мексика)                                                                                       | [ 375 ]                         |
| Молодая леди в перчатках II англ. Young Lady with Gloves II                                       | Внешнее изображение | 1977         | холст, масло             | ?             | B.508   | ? | [ 376 ]                         |
| Синий час IV англ. The Blue Hour IV                                                               | Внешнее изображение | 1974         | холст, масло             | 81 x 54       | B.511   | частная коллекция (США) | [ 377 ]                         |
| Синий час V англ. The Blue Hour V                                                                 | Внешнее изображение | 1975         | холст, масло             | 73 x 50       | B.512   | частная коллекция (США) | [ 378 ]                         |
| Автопортрет II англ. Self-Portrait II                                                             | Внешнее изображение | 1974/1979    | холст, масло             | 35,5 x 28     | B.513   | частная коллекция (США) | [ 379 ]                         |
| Автопортрет III англ. Self-Portrait III                                                           | Внешнее изображение | 1974/1979    | холст, масло             | 48,5 x 38     | B.514   | частная коллекция (Мексика) | [ 380 ]                         |
| Прекрасная Рафаэла III англ. La belle Rafaëla III                                                 | Внешнее изображение | 1979/1980    | холст, масло             | 53,3 x 76,2   | B.517   | Фонд Виктора Мануэля Контрераса (Мексика)                                                                                       | [ 381 ]                         |
| Святой Антоний II англ. Saint Anthony II                                                          | Внешнее изображение | 1974/1979    | холст, масло             | 40,5 x 30,5   | B.518   | частная коллекция (США) | [ 382 ]                         |
| Святой Антоний III англ. Saint Antoine III                                                        | Внешнее изображение | 1979         | холст, масло             | 45 x 35       | B.519   | частная коллекция (Мексика), 15 ноября 2016 года продана на аукционе «Сотбис» за $62 500                                        | [ 383 ] [ 384 ]                 |
| Святой Антоний IV англ. Saint Antoine IV                                                          | Внешнее изображение | 1979/1980    | холст, масло             | 61 x 45,7     | B.520   | Фонд Виктора Мануэля Контрераса (Мексика)                                                                                       | [ 385 ]                         |